# جنگ جانشینی اسپانیا
جنگ جانشینی اسپانیا (به فرانسوی: Guerre de Succession d'Espagne) (به آلمانی: Spanischer Erbfolgekrieg) مجموعه وقایعی بود که از ژوئیه ۱۷۰۱ تا ۱۷۱۴ میلادی به طول انجامید و عاقبت به امضای معاهده راشتات منتهی شد. پیش از اعلان رسمی جنگ مدت یکسال زد و خورد در میان بود. این جدال طولانی‌ترین جنگ دوره سلطنت لوئی چهاردهم است که قریب سیزده سال طول کشید و روز ۶ مارس ۱۷۱۴ میلادی به پایان رسید. سرزمین‌های کشورهای سفلی، ایتالیا، مجارستان، اسپانیا و پرتغال و همچنین مستعمرات اروپایی در آمریکای شمالی، آسیا و آفریقا صحنه وقوع درگیری‌ها بود. فرماندهی سپاه متحدها با دو سردار بزرگ به نام‌های جان چرچیل، دوک مارلبورو انگلیسی و شاهزادهٔ فرانسوی اوژن دو ساووا که به دولت اتریش خدمت می‌کرد، بود. فرانسویان هم دو فرمانده عالیمقام یکی مارشال دو ویلار و دیگری دوک وندوم شاهزاده فرانسوی داشتند.

## معاهدات تقسیم

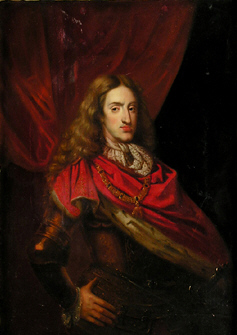
کارلوس دوم، آخرین پادشاه هابسبورگ اسپانیا

کارلوس دوم، بی آنکه فرزندی داشته باشد، در کام مرگ فرومی‌رفت؛ قلمرویش را، که از فیلیپین، ایتالیا، و سیسیل تا آمریکای شمالی و جنوبی کشیده شده بود را لوئی چهاردهم نه تنها به عنوان پسر آن اتریش دختر بزرگ فلیپه سوم پادشاه اسپانیا، بلکه به خاطر حقی که از جانب همسر متوفایش ماری ترزا، دختر ارشد فلیپه چهارم و خواهر کارلوس دوم، به وی رسیده بود، مدعی همه آن‌ها بود. هماورد او، لئوپولد یکم، امپراتور مقدس روم نیز در این قضیه دارای شرایط مشابهی با لوئی چهاردهم بود و چنین ادعایی داشت؛ زیرا بر خلاف پادشاهی‌های فرانسه و اتریش، تاج‌وتخت اسپانیا را می‌شد از طریق خط زن به ارث برد. این به خواهران کارلوس ماریا ترزا (۱۶۳۸–۱۶۸۳)، ملکه فرانسه و مارگارت ترزا (۱۶۵۱–۱۶۷۳)، امپراتریس مقدس روم، اجازه داد تا حقوق خود را به فرزندان ازدواج مربوطه خود با لوئی چهاردهم و لئوپولد یکم منتقل کنند. لوئی سعی کرد از طریق مذاکره مستقیم با حریف اصلی خود ویلیام سوم، پادشاه انگلستان از درگیری بر سر این موضوع اجتناب کند، در حالی که اسپانیایی‌ها را کنار گذاشت.
ماریا آنتونیا (۱۶۶۹–۱۶۹۲)، دختر لئوپولد و مارگارت، در سال ۱۶۸۵ با ماکسیمیلیان دوم امانوئل، انتخابگر بایرن ازدواج کرد و در ۲۸ اکتبر ۱۶۹۲، آنها صاحب پسری به نام جوزف فردیناند شدند. بر اساس معاهده لاهه اکتبر ۱۶۹۸، بین فرانسه، بریتانیا و جمهوری هلند، جوزف پنج ساله به عنوان وارث کارلوس دوم تعیین شد. در مقابل، فرانسه و اتریش بخش‌هایی از سرزمین‌های اروپایی اسپانیا را دریافت خواهند کرد. کاراوس از پذیرش این امر خودداری کرد. در ۱۴ نوامبر ۱۶۹۸، او وصیت نامه‌ای را منتشر کرد که سلطنت اسپانیایی را به ژوزف فردیناند واگذار کرد. با این حال، مرگ دومی بر اثر آبله در فوریه ۱۶۹۹ این ترتیبات را از بین برد.
در سال ۱۶۸۵، ماریا آنتونیا ادعای خود برای تاج و تخت اسپانیا را به پسران لئوپولد، جوزف و آرشیدوک کارل واگذار کرد. حق او برای انجام این کار مشکوک بود، اما لوئی و ویلیام از این برای طراحی پیمان لندن در ۱۷۰۰ استفاده کردند. آرشیدوک کارل وارث جدید شد، در حالی که فرانسه، ساوی و اتریش غرامت ارضی دریافت کردند. با این حال، از آنجایی که نه لئوپولد و نه کارل موافقت نکردند، این پیمان تا حد زیادی بی‌معنی بود. در اوایل اکتبر ۱۷۰۰، کارلوس به وضوح در حال مرگ بود. وصیت نامه نهایی او تاج و تخت را به نوه لوئی چهاردهم فیلیپ، دوک آنژو واگذار کرد. اگر او امتناع می‌کرد، این پیشنهاد به برادر کوچکترش دوک بری و پس از آن آرشیدوک کارل می‌رسید.
کارلوس در ۱ نوامبر ۱۷۰۰ درگذشت و در نهم نوامبر، سفیران اسپانیا رسماً تاج و تخت را به فیلیپ پیشنهاد کردند. لوئی به‌طور خلاصه امتناع کرد. اگرچه این به معنای جانشینی آرشیدوک کارل بود، اصرار ویلیام برای کمک به او برای اجرای پیمان لندن به این معنی بود که او ممکن است بدون جنگ به اهداف ارضی خود دست یابد. با این حال، پسرش دوفن این ایده را رد کرد. دیپلمات‌های فرانسوی همچنین توصیه کردند که اتریش بدون در نظر گرفتن پیمان و وصیت‌نامه، جنگ خواهد کرد، در حالی که نه بریتانیایی‌ها و نه هلندی‌ها برای حل و فصلی که برای اجتناب از جنگ باشد، وارد جنگ نمی‌شوند؛ بنابراین لوئی از طرف نوه خود که در ۱۶ نوامبر به عنوان فیلیپ پنجم پادشاه اسپانیا معرفی شد، پذیرفت.

## آغاز جنگ
در آغاز کار پدروی دوم پادشاه پرتغال و دوک ساووا و امیر باواریا متحد لوئی چهاردهم و نوه‌اش فیلیپ، دوک آنژو بودند و به این سبب شاه فرانسه می‌توانست در آلمان و ایتالیا به نبرد بپردازد.
در این هنگام نقشه‌ای جسورانه کشیده شد و مقرر شد دو دسته قشون یکی از ایتالیا از طریق تیرول و دیگری از فرانسه از راه دره دانوب در سرزمین باواریا جمع آید و پس از پیوستن دو سپاه به وین پایتخت امپراتوری مقدس روم حمله کنند و امپراتور را وادار به تسلیم کنند. مقدمات اجرای نقشه مذکور هم شروع شد؛ وان دوم در ناحیه لوزارا لشکر شاهزاده اوژن را در هم شکست (۱۵ اوت ۱۷۰۲) و مارشال دو ویلار نیز در سمت راست رود رن در فریدلن گن فاتح گشت، (۱۴ اکتبر ۱۷۰۲) اما با رسیدن زمستان و خیانت دوک ساووا که پول گرفته و با امپراتور متحد شده بود (مه ۱۷۰۳) اوضاع دگرگون شد. هرچند ویلار تنها به باواریا آمد ولی چون نتوانست با امیر باواریا بسازد درخواست نمود که او را احضار کنند.
سال بعد متحدها نیز بر آن شدند که نیروهایشان را در دره دانوب جمع کنند. شاهزاده اوژن با قشون اتریشی ایتالیا به مال بورو که با قشون انگلیسی و هلندی رسیده بود ملحق شد، آنگاه این دو سپهسالار در همان میدان جنگ هوشتات سرداران جانشین ویلار را در ۱۳ اوت ۱۷۰۳ میلادی شکست دادند و فرانسویان را از سمت آلمان به نواحی رود رن و از جانب ایتالیا به دامنه جبال آلپ عقب راندند. شاهزاده اوژن توانست در سال‌های بعد، تورن (۱۷۰۶) و ایتالیا (۱۷۰۷) را از وجود فرانسویان پاک گرداند. طبق کنوانسیون میلان، دوک‌نشین‌های میلان و مانتوا به خاک امپراتوری مقدس روم منضم شدند، و بدین وسیله حکومت گونتساگاهای مانتوا، که از سال ۱۳۲۸ میلادی آغاز شده بود، به پایان رسید. دولت سلطنتی ناپل هم که به قدمت سلطنت اسپانیا بود، با وجودی که علی‌رغم خواست پاپ مستاصل، ارتش خود را از میان آن‌ها گذرانیده بود، برای پاپ باقی‌ماندند و نیز توسکان استقلال خود را به بهایی گزاف نگاه داشتند.

## دفاع فرانسه
بعد از این پیش‌آمد ۱۱ سال کار به دفاع گذشت. میدانهای اصلی جنگ جنوب اسپانیا و شمال پی بای اسپانیا و ناحیه فلاندر متعلق به فرانسه بود. همان وقت که در ایتالیا دوک ساووا به اتریشیها پیوست (۱۶ مه ۱۷۰۳) در شبه جزیره نیز پادشاه پرتغال از فیلیپ پنجم دست کشید و با انگلیسی‌ها متحد شد. پس انگلستان قدرت آن را یافت که قشونی به اسپانیا وارد کند. سپاه مذکور هرچه زودتر به پسر دوم آرشیدوک شارل که از طرف متحدها نامزد پادشاهی اسپانیا شده بود، ملحق شدند. ساکنان چندین ایالت و به ویژه مردم کاتالونی و بارسلون نیز هوادار او شدند و فیلیپ پنجم را دو بار از مادرید بیرون کردند. (۱۷۰۶–۱۷۱۰) اما فرانسویان که ۲۵ هزار سرباز را به اسپانیا فرستاده بودند به همراه داوطلبان اسپانیایی در اواخر سال ۱۷۱۰ (۱۰ دسامبر) به فرماندهی دوک وندوم در ویلاوی سیوزا قشون مختلط انگلیسی و اتریشی را در هم شکست؛ آنگاه فیلیپ پنجم باز حکمرانی اسپانیا یافت.
در فرانسه هم شورش‌هایی چند در مخالفت با مالیات‌های جدید به وقوع پیوست. در کائور، کرسی و پریگور نیز شورشی انجام شد که شورشیان گرسنه به سمت ورسای حرکت کردند ولی توسط گارد ملی پراکنده شدند. در پاریس هم پلاکاردهایی بر ضد شاه نصب گردید. در نیمهٔ مارس ۱۷۰۷ هم مارشال ووبان درگذشت.

## جنگ در شمال
مقصود فرانسویان از جنگی که در شمال می‌کردند نگاهداری پی بای اسپانیایی بود. مال بورو و اوژن چنان‌که در سال ۱۷۰۴ در هوشتات لشکر جمع آوردند در این‌جا نیز چندین دفعه سپاه گرد آوردند. سرزمین پی با از سال ۱۷۰۶ یعنی بعد از جنگ رامیلی از دست فرانسه رفت. فرانسویان بارها کوشیدند که آن ناحیه را دوباره به چنگ آورند. اقدام اول در سال ۱۷۰۸ به شکست اودنارد سرآمد (۱۲ ژوئیه) و سبب آن، نادانی لوئی، دوک بورگوندی نوه پسری لوئی چهاردهم بود. فرانسویان عقب نشستند، بیست هزار نفر آنان کشته یا زخمی و هفت هزار نفر دیگر هم اسیر شدند. مارلبره می‌خواست به سوی پاریس پیشروی کند، اما اوژن او را وادار ساخت تا نخست شهر لیل را محاصره کند، تا مبادا خط مواصلاتی و تدارکاتی متفقین توسط پادگان آن شهر قطع شود. لیل پس از دو ماه محاصره، و به قیمت جان پانزده هزار سپاهی، سقوط کرد.
اقدام دوم نیز به جنگ وحشتناک مال پلاکه که دهکده ایست در ایالت شمال فرانسه منتهی گشت. (۱۱ سپتامبر ۱۷۰۹) ویلار در این جنگ زخمی سخت برداشت و هرچند ناچار میدان قتال را به مالبورو و شاهزاده اوژن واگذاشت اما دو برابر کشته‌های فرانسه از لشکر دشمن به قتل رسانیده بود.

## صلح راشتات
دولت انگلستان در این زمان شناسایی پادشاهی فیلیپ پنجم را بر اسپانیا و مستملکات آن کشور در آمریکا تحت شرایطی مناسب پذیرفت:
- عدم اتحاد فرانسه و اسپانیا تحت سلطنت واحد؛
- وجود دژهای مانع برای حفاظت هلند و آلمان در برابر هجوم آتی و احتمالی فرانسه؛
- متصرفات فرانسه بازگردانده شوند؛
- شناسایی سلطنت موروثی پروتستان در انگلستان و اخراج جیمز سوم از فرانسه؛
- خلع سلاح دنکرک؛
- تأیید و پذیرش استقرار حکومت انگلستان بر جبل الطارق، نیوفندلند، و خلیج هادسون؛
- و انتقال حق انحصاری برده فروشی فرانسه در آمریکای اسپانیا به انگلستان.

لوئی این شرایط را با اندک تغییری پذیرفت؛ انگلستان به هلند اطلاع داد که تحت این شرایط با فرانسه صلح کرده‌است؛ هلند با آن موافقت کرد، و در نتیجه، زمینه برای تشکیل کنگره صلح اوترخت فراهم آمد.

## صلح اوترخت
فرانسه هر آنچه را که قبلاً در مذاکرات مقدماتی وعده داده بود به انگلستان سپرد، از جمله حق انحصاری فروش و تهیه برده. دشمنان دیرین بر حقوق گمرکی واردات به توافق رسیدند. هلندی‌ها شهرهای لیل، ار، و بتون را به فرانسه پس می‌دادند، ولی در عوض کنترل سراسر هلند را، تا زمانی که صلح با امپراتوری منعقد شود، در دست گرفتند. حکمران باواریا نیز قرار شد که شارلروا، لوکزامبورگ، و نامور را در دست بگیرد. نیس را هم به دوک ساووا برگرداندند. فیلیپ پنجم اسپانیا و آمریکا را نگاه داشت و سرانجام قبول کرد (۱۳ ژوئیه) که جبل الطارق و مینورکا را به انگلستان واگذارد. اوژن دو ساووا به جنگ شدیدتری علیه انگلستان، که جداگانه صلح را امضا کرده بود، ادامه داد. اما خزانه امپراتوری تهی شده بود، تعداد سپاهیانش به چهل هزار نفر تقلیل یافته بود و ویلار با یکصد و بیست هزار مرد جنگی به سوئیس پیشروی می‌کرد. سرانجام، پیشنهاد لوئی چهاردهم را برای ملاقات با ویلار و مذاکره در خصوص شرایط صلح پذیرفت. فرانسه، طبق معاهده راشتات، (۶ مارس ۱۷۱۴)، آلزاس و استراسبورگ را پس گرفت و، در عوض، قسمت‌های ساحل راست راین را که متصرف شده بود به امپراتور بازگردانید و به تسلط اتریش، به جای اسپانیا در ایتالیا و بلژیک رضایت داد.

## منبع‌شناسی
- Clodfelter, M. (2017). Warfare and Armed Conflicts: A Statistical Encyclopedia of Casualty and Other Figures, 1492-2015 (4th ed.). Jefferson, North Carolina: McFarland. ISBN 978-0-7864-7470-7.
- Bromley, J. S (ed.). The New Cambridge Modern History VI: The Rise of Great Britain and Russia 1688–1725. Cambridge University Press, 1971. شابک ‎۰۵۲۱۰۷۵۲۴۶
- Burton, Ivor F. The Captain-General: The Career of John Churchill, Duke of Marlborough, from 1702 to 1711. Constable & Co Ltd. , 1968. شابک ‎۰۰۹۴۵۶۱۰۰۱
- Chandler, David G. Marlborough as Military Commander. Spellmount Ltd, 2003. شابک ‎۱۸۶۲۲۷۱۹۵X
- Clark, George. From the Nine Years' War to the War of the Spanish Succession in J. S. Bromley (ed.) The New Cambridge Modern History, VI, 381–409.
- Falkner, James. The War of the Spanish Succession 1701 – 1714 (2015).
- Francis, David. The First Peninsular War 1702–1713. Ernest Benn Limited, 1975. شابک ‎۰۵۱۰۰۰۲۰۵۶
- Frey, Linda and Marsha Frey, The Treaties of the War of the Spanish Succession: An Historical and Critical Dictionary (1995) online; covers diplomatic, economic, & military roles and battles
- Godinho, Vitorino Magalhães. Portugal and Her Empire, 1680–1720 in J. S. Bromley (ed.) The New Cambridge Modern History, VI, 509–40.
- Gregg, Edward. Queen Anne. Yale University Press, 2001. شابک ‎۰۳۰۰۰۹۰۲۴۲
- Hattendorf, John, B. Alliance, Encirclement, and Attrition: British Grand Strategy in the War of the Spanish Succession, 1702–1713, in Paul Kennedy (ed.) Grand Strategies in War and Peace, 11–29. Yale University Press, 1991. شابک ‎۰۳۰۰۰۴۹۴۴۷
- Hattendorf, John, B. England in the War of the Spanish Succession: A Study of the English View & Conduct of Grand Strategy, 1702–1712 (1987)
- ——— England in the War of the Spanish Succession: A Study in the English View and Conduct of Grand Strategy, 1701–1713. (Ph.D.), 1979. University of Oxford
- Hatton, Ragnhild. George I. Yale University Press, 2001. شابک ‎۰۳۰۰۰۸۸۸۳۳
- Hill, Brian W. Robert Harley: Speaker, Secretary of State and Premier Minister. Yale University Press, 1988. شابک ‎۰۳۰۰۰۴۲۸۴۱
- Holmes, Geoffrey (ed.). Britain after the Glorious Revolution 1689–1714. The Macmillan Press Ltd, 1969. شابک ‎۰۳۳۳۱۰۶۰۲۴
- Hugill, J. A. C. No Peace Without Spain. The Kensal Press, 1991. شابک ‎۰۹۴۶۰۴۱۵۸X
- Hussey, R. D and Bromley, J. S. The Spanish Empire under Foreign Pressures, 1688–1715 in J. S. Bromley (ed.) The New Cambridge Modern History, VI, 343–80
- Ingrao, Charles. In Quest and Crisis: Emperor Joseph I and the Habsburg Monarchy. Purdue University Press, 1979. شابک ‎۰۹۱۱۱۹۸۵۳۹
- ——— The Habsburg Monarchy: 1618–1815. Cambridge University Press, 1994. شابک ‎۰۵۲۱۳۸۹۰۰۳
- Israel, Jonathan I.. The Dutch Republic: Its Rise, Greatness, and Fall. Clarendon Press, 1998. شابک ‎۰۱۹۸۲۰۷۳۴۴
- ____ "Commerce, Religion, and World Politics: Sephardi Jewry and the Struggle for the Spanish Succession (1700–1714)" in Diasporas within a Diaspora: Jews, Crypto-Jews, and the World of Maritime Empires (1540–1740). Leiden: Brill 2002, pp. 533–566. شابک ‎۹۰−۰۴−۱۲۷۶۵−۸.
- Jones, J. R. Marlborough. Cambridge University Press, 1993. شابک ‎۰۵۲۱۳۷۵۹۳۲
- Kamen, Henry. Philip V of Spain: The King who Reigned Twice. Yale University Press, 2001. شابک ‎۰۳۰۰۰۸۷۱۸۷
- ——— The War of Succession in Spain 1700–15. Weidenfeld and Nicolson, 1969. شابک ‎۰۲۹۷۱۷۷۷۷X
- Lenman, Bruce. Britain's Colonial Wars 1688–1783. Longman, 2001. شابک ‎۰۵۸۲۴۲۴۰۱۱
- Lynn, John A. The Wars of Louis XIV 1667–1714. Longman, 1999. شابک ‎۰۵۸۲۰۵۶۲۹۲
- MacLachlan, A. D. The Road to Peace 1710–13, in G. Holmes (ed.) Britain after the Glorious Revolution 1689–1714, 197–215
- McKay, Derek. Prince Eugene of Savoy. Thames and Hudson Ltd, 1977. شابک ‎۰۵۰۰۸۷۰۰۷۱
- McKay, Derek and Scott, H. M. The Rise of the Great Powers: 1648–1815. Longman, 1984. شابک ‎۰۵۸۲۴۸۵۵۴۱
- Ostwald, Jamel M. Creating the British Way of War: English Strategy in the War of the Spanish Succession, in Williamson Murray (ed.), Richard Hart Sinnreich (ed.) Successful Strategies: Triumphing in War and Peace from Antiquity to the Present, 100–29. Cambridge University Press, 2014. شابک ‎۹۷۸۱۱۰۷۶۳۳۵۹۹
- ——— The 'Decisive' Battle of Ramillies, 1706: Prerequisites for Decisiveness in Early Modern Warfare. The Journal of Military History 62 (ژوئیه ۲۰۰۰): 649–78
- Pitt, H. G. The Pacification of Utrecht in J. S. Bromley (ed.) The New Cambridge Modern History, VI, 446–79
- Rodger, N.A.M. The Command of the Ocean: A Naval History of Britain 1649–1815. Penguin Group, 2006. شابک ‎۰۱۴۱۰۲۶۹۰۱
- Scouller, R. E. The Armies of Queen Anne. Oxford University Press, 1966. شابک ‎۰۱۹۸۲۱۳۴۳۳
- Simms, Brendan. Three Victories and a Defeat: The Rise and Fall of the First British Empire. Penguin, 2008. شابک ‎۹۷۸۰۱۴۰۲۸۹۸۴۸
- Spielman, John. Leopold I of Austria. Thames and Hudson Ltd, 1977. شابک ‎۰۵۰۰۸۷۰۰۵۵
- Storrs, Christopher. The Resilience of the Spanish Monarchy 1665–1700. Oxford University Press, 2006. شابک ‎۰۱۹۹۲۴۶۳۷۸
- ——— War, Diplomacy and the Rise of Savoy, 1690–1720. Cambridge University Press, 1999. شابک ‎۰۵۲۱۵۵۱۴۶۳
- Stoye, J. W. The Austrian Habsburgs, in J. S. Bromley (ed.) The New Cambridge Modern History, VI, 572–607
- Symcox, Geoffrey. Victor Amadeus II: Absolutism in the Savoyard State 1675–1730. Thames & Hudson Ltd, 1983. شابک ‎۰۵۰۰۸۷۰۱۰۱
- Trevelyan, G. M. England under Queen Anne. 3 volumes. London, 1930–34
- Veenendaal, A. J. The Opening Phase of Marlborough's Campaign of 1708 in the Netherlands. History, 35 (Feb–June 1950): 34–48
- ——— The War of the Spanish Succession in Europe, in J. S. Bromley (ed.) The New Cambridge Modern History, VI, 410–45
- Whaley, Joachim. Germany and the Holy Roman Empire, Volume II: The Peace of Westphalia to the Dissolution of the Reich, 1648–1806. Oxford University Press, 2012.
- Wolf, John B. The Emergence of the Great Powers: 1685–1715. Harper & Row, 1962. شابک ‎۹۷۸−۰−۰۶−۱۳۹۷۵۰−۹
- ——— Louis XIV. W. W. Norton & Company, 1968. شابک ‎۰۵۷۵۰۰۰۸۸۰